# Margarinotus ruficornis
Margarinotus ruficornis é uma espécie de insetos coleópteros polífagos pertencente à família Histeridae.
A autoridade científica da espécie é Grimm, tendo sido descrita no ano de 1852.
Trata-se de uma espécie presente no território português.